# Championnat de république démocratique du Congo de football 2008
Navigation
Saison précédente Saison suivante
La saison 2008 du Championnat de république démocratique du Congo de football est la cinquante-et-unième édition de la première division en république démocratique du Congo, la Ligue Nationale de Football. La compétition rassemble les vingt-six meilleures formations du pays, qui sont passées par des championnats régionaux pour se qualifier. La compétition se déroule en trois phases qualificatives de poules.
C'est le DC Motema Pembe qui est sacré champion à l'issue de la saison, après avoir terminé en tête du classement final, avec un seul point d'avance sur le double tenant du titre, le TP Mazembe et quatre sur l'AS Vita Club. C'est le douzième titre de l'histoire du club.

## Clubs participants
| - Province de Kinshasa : - DC Motema Pembe - AS Vita Club - AS Dragons - Province de Katanga : - TP Mazembe - FC Saint Éloi Lupopo - AS New Soger - Blessing FC - Province du Kasaï-oriental : - AS Maïka - AS Makinku - AS Vita Club Mbuji-Mayi - Province du Kasaï-occidental : - AS Saint-Luc - US Tshinkunku - Province du Bas-Congo : - CS Cilu - Association sportive Veti Club | - Province orientale : - AS Aigle Rouge - TS Malekesa - Province du Nord-Kivu : - DC Virunga - AS Kabasha - FC Mwangaza - Province du Sud-Kivu : - OC Bukavu Dawa - Province de Maniema : - AS Maniema Union - OC Dynamique - Province de l'Équateur : - TP Molunge - AS Lokole - Province de Bandundu : - FC Makila Mabe - AS Momekano |

## Compétition
Le barème de points servant à établir les classements se décompose ainsi :
- Victoire : 3 points
- Match nul : 1 point
- Défaite : 0 point

### Première phase
Les six clubs finalistes de la dernière édition sont exemptés de première phase. Les vingt autres équipes s'affrontent en matchs aller-retour à élimination directe pour déterminer les douze qualifiés pour la deuxième phase. À noter que les deux meilleurs perdants sont repêchés pour disputer la deuxième phase.
Le club de l'AS Kabasha, à l'origine exempté de premier tour, est disqualifié de la compétition par la fédération. Ce retrait entraîne l'annulation de la rencontre entre l'AS Maniema Union et New Soger FC, qui sont directement qualifiés pour la deuxième phase.
| Équipe 1         | Résultat | Équipe 2                | Aller | Retour |
| ---------------- | -------- | ----------------------- | ----- | ------ |
| AS Dragons       | 5 - 0    | AS Lokole               | 4 - 0 | 1 - 0  |
| TP Molunge       | 3e - 3   | FC Makila Mabe          | 1 - 1 | 2 - 2  |
| AS Momekano      | 1 - 4    | AS Veti Club            | 1 - 4 | -      |
| OC Bukavu Dawa   | 2 - 0    | AC Dynamique            | 2 - 0 | 1 - 0  |
| FC Mwangaza      | 2 - 1    | AS Aigle Rouge          | 2 - 1 | 0 - 0  |
| TS Malekesa      | 6 - 3    | AS Maïka                | 4 - 1 | 2 - 2  |
| AS Saint-Luc     | 2 - 4    | AS Vita Club Mbuji-Mayi | 1 - 1 | 1 - 3  |
| Blessing FC      | 2 - 4    | US Tshinkunku           | 1 - 1 | 1 - 3  |
| AS Makinka       | 0 - 13   | FC Saint Éloi Lupopo    | 0 - 6 | 0 - 7  |
| AS Maniema Union | annulé   | New Soger FC            | -     | -      |

Les clubs de Blessing FC et de l'AS Saint-Luc doivent disputer un barrage pour déterminer le deuxième meilleur perdant pour se départager (ils ont perdu leur barrage sur le score cumulé de 2-4).
| Équipe 1     | Résultat | Équipe 2    |
| ------------ | -------- | ----------- |
| AS Saint-Luc | 3 - 0    | Blessing FC |

### Deuxième phase
Le premier de chaque poule et les deux meilleurs seconds se qualifient pour la poule finale. 
Poule 1 :
| Rang | Équipe           | Pts | J | G | N | P | Bp | Bc | Diff |  | Résultats (▼ dom., ► ext.) | Man | Mot | Mak |
| ---- | ---------------- | --- | - | - | - | - | -- | -- | ---- |  | -------------------------- | --- | --- | --- |
| 1    | AS Maniema Union | 8   | 4 | 2 | 2 | 0 | 8  | 3  | +5   |  | AS Maniema Union           |     | 0-0 | 2-1 |
| 2    | DC Motema Pembe  | 8   | 4 | 2 | 2 | 0 | 7  | 3  | +4   |  | DC Motema Pembe            | 2-2 |     | 2-0 |
| 3    | FC Makila Mabe   | 0   | 4 | 0 | 0 | 4 | 2  | 11 | -9   |  | FC Makila Mabe             | 0-4 | 1-3 |     |

Poule 2 :
| Rang | Équipe       | Pts | J | G | N | P | Bp | Bc | Diff |  | Résultats (▼ dom., ► ext.) | Vet | Vit | Mol |
| ---- | ------------ | --- | - | - | - | - | -- | -- | ---- |  | -------------------------- | --- | --- | --- |
| 1    | AS Veti Club | 10  | 4 | 3 | 1 | 0 | 9  | 0  | +9   |  | AS Veti Club               |     | 0-0 | 5-0 |
| 2    | AS Vita Club | 7   | 4 | 2 | 1 | 1 | 15 | 1  | +14  |  | AS Vita Club               | 0-1 |     | 8-0 |
| 3    | TP Molunge   | 0   | 4 | 0 | 0 | 4 | 0  | 23 | -23  |  | TP Molunge                 | 0-3 | 0-7 |     |

Poule 3 :
| Rang | Équipe        | Pts | J | G | N | P | Bp | Bc | Diff |  | Résultats (▼ dom., ► ext.) | Sog | Vir | Tsh |
| ---- | ------------- | --- | - | - | - | - | -- | -- | ---- |  | -------------------------- | --- | --- | --- |
| 1    | New Soger FC  | 6   | 4 | 1 | 3 | 0 | 7  | 5  | +2   |  | New Soger FC               |     | 2-2 | 3-1 |
| 2    | DC Virunga    | 6   | 4 | 1 | 3 | 0 | 5  | 3  | +2   |  | DC Virunga                 | 1-1 |     | 2-0 |
| 3    | US Tshinkunku | 2   | 4 | 0 | 2 | 2 | 2  | 6  | -4   |  | US Tshinkunku              | 1-1 | 0-0 |     |

Poule 4 :
| Rang | Équipe       | Pts | J | G | N | P | Bp | Bc | Diff |  | Résultats (▼ dom., ► ext.) | Maz | Sai | Mwa |
| ---- | ------------ | --- | - | - | - | - | -- | -- | ---- |  | -------------------------- | --- | --- | --- |
| 1    | TP Mazembe   | 12  | 4 | 4 | 0 | 0 | 12 | 1  | +11  |  | TP Mazembe                 |     | 3-0 | 4-0 |
| 2    | AS Saint-Luc | 3   | 4 | 1 | 0 | 3 | 7  | 8  | -1   |  | AS Saint-Luc               | 1-3 |     | 0-1 |
| 3    | FC Mwangaza  | 3   | 4 | 1 | 0 | 3 | 2  | 12 | -10  |  | FC Mwangaza                | 0-2 | 1-6 |     |

Poule 5 :
| Rang | Équipe                  | Pts | J | G | N | P | Bp | Bc | Diff |  | Résultats (▼ dom., ► ext.) | Cil | Buk | Vit |
| ---- | ----------------------- | --- | - | - | - | - | -- | -- | ---- |  | -------------------------- | --- | --- | --- |
| 1    | CS Cilu                 | 7   | 4 | 2 | 1 | 1 | 3  | 1  | +2   |  | CS Cilu                    |     | 1-0 | 0-1 |
| 2    | OC Bukavu Dawa          | 6   | 4 | 2 | 0 | 2 | 4  | 5  | -1   |  | OC Bukavu Dawa             | 0-2 |     | 2-1 |
| 3    | AS Vita Club Mbuji-Mayi | 4   | 4 | 1 | 1 | 2 | 3  | 4  | -1   |  | AS Vita Club Mbuji-Mayi    | 0-0 | 1-2 |     |

Poule 6 :
| Rang | Équipe               | Pts | J | G | N | P | Bp | Bc | Diff |  | Résultats (▼ dom., ► ext.) | Lup | Dra | Mal |
| ---- | -------------------- | --- | - | - | - | - | -- | -- | ---- |  | -------------------------- | --- | --- | --- |
| 1    | FC Saint Éloi Lupopo | 10  | 4 | 3 | 1 | 0 | 6  | 1  | +5   |  | FC Saint Éloi Lupopo       |     | 1-0 | 1-1 |
| 2    | AS Dragons           | 6   | 4 | 2 | 0 | 2 | 6  | 5  | +1   |  | AS Dragons                 | 0-2 |     | 4-2 |
| 3    | TS Malekesa          | 1   | 4 | 0 | 1 | 3 | 3  | 9  | -6   |  | TS Malekesa                | 0-2 | 0-2 |     |

### Poule finale
| Rang | Équipe               | Pts | J  | G | N | P  | Bp | Bc | Diff |  | Résultats (▼ dom., ► ext.) | Mot | Maz | Vit | Lup | Cil | Sog | Vet | Man |
| ---- | -------------------- | --- | -- | - | - | -- | -- | -- | ---- |  | -------------------------- | --- | --- | --- | --- | --- | --- | --- | --- |
| 1    | DC Motema Pembe      | 30  | 14 | 9 | 3 | 2  | 27 | 9  | +18  |  | DC Motema Pembe            |     | 3-2 | 0-1 | 0-0 | 1-0 | 4-1 | 5-0 | 3-0 |
| 2    | TP Mazembe           | 29  | 14 | 9 | 2 | 3  | 29 | 13 | +16  |  | TP Mazembe                 | 2-0 |     | 1-2 | 1-1 | 1-0 | 3-0 | 3-0 | 3-0 |
| 3    | AS Vita Club         | 26  | 14 | 8 | 2 | 4  | 20 | 14 | +6   |  | AS Vita Club               | 0-2 | 0-2 |     | 0-1 | 2-1 | 1-2 | 2-1 | 1-0 |
| 4    | FC Saint Éloi Lupopo | 23  | 14 | 5 | 8 | 1  | 12 | 6  | +6   |  | FC Saint Éloi Lupopo       | 2-2 | 0-2 | 1-1 |     | 0-0 | 0-0 | 3-0 | 0-0 |
| 5    | CS Cilu -3           | 16  | 14 | 5 | 4 | 5  | 12 | 12 | 0    |  | CS Cilu -3                 | 0-3 | 2-2 | 0-1 | 0-0 |     | 2-0 | 2-0 | 1-0 |
| 6    | New Soger FC         | 15  | 14 | 4 | 3 | 7  | 16 | 23 | -7   |  | New Soger FC               | 1-1 | 2-4 | 1-1 | 0-2 | 1-2 |     | 2-1 | 3-0 |
| 7    | AS Veti Club         | 10  | 14 | 3 | 1 | 10 | 12 | 27 | -15  |  | AS Veti Club               | 0-1 | 2-1 | 2-3 | 0-1 | 1-1 | 2-0 |     | 3-0 |
| 8    | Maniema Union        | 4   | 14 | 1 | 1 | 12 | 4  | 28 | -24  |  | Maniema Union              | 0-2 | 1-2 | 0-5 | 0-1 | 0-1 | 0-3 | 3-0 |     |

|  | Qualification pour la Ligue des champions de la CAF 2009 |
|  | Qualification pour la Coupe de la confédération 2009     |
|  | T : Tenant du titre                                      |

- Le CS Cilu reçoit une pénalité de trois points pour avoir abandonné la rencontre lors de la 13e journée face au DC Motema Pembe.

## Meilleurs buteurs
Le tableau suivant liste les joueurs selon le classement des buteurs :
| Rang | Joueur            | Club              | Buts |
| ---- | ----------------- | ----------------- | ---- |
| 1    | Serge Lofo        | AS Vita Club      | 16   |
| 2    | Fiston Bokungu    | DCMP              | 9    |
| 3    | Luyeye Mvete      | TP mazembe        | 7    |
| 4    | Alain Kaluyituka  | TP mazembe        | 6    |
| 4    | Daco Tamundele    | SC Cilu           | 6    |
| 6    | Trésor Mputu      | TP mazembe        | 5    |
| 6    | Kasongo Ngandu    | TP mazembe        | 5    |
| 6    | Kingongo          | AS Veti Club      | 5    |
| 9    | Patou Kabangu     | TP mazembe        | 4    |
| 9    | Simon Luyeye      | SC Cilu           | 4    |
| 9    | Francis Kabengele | DCMP              | 4    |
| 9    | Bongo             | AS Veti Club      | 4    |
| 9    | Mzee Katalay      | FC St Eloi Lupopo | 4    |
| 9    | Bindu             | FC St Eloi Lupopo | 4    |

## Bilan de la saison
| Championnat de république démocratique du Congo de football 2008 |                                              |
| Champion                                                         | DC Motema Pembe (12e titre)                  |
| Coupes et trophées                                               |                                              |
| Vainqueur de la Coupe de république démocratique du Congo 2008   | OC Bukavu Dawa                               |
| Qualifications continentales                                     |                                              |
| Ligue des champions de la CAF 2009                               | DC Motema Pembe                              |
| Ligue des champions de la CAF 2009                               | TP Mazembe                                   |
| Coupe de la confédération 2009                                   | AS Vita Club                                 |
| Coupe de la confédération 2009                                   | OC Bukavu Dawa                               |
| Coupe Kagame inter-club 2009                                     | Tout Puissant Mazembe (invité par la CECAFA) |
| Promotions et relégations                                        |                                              |
| Promus en Linafoot                                               | Aucun                                        |
| Relégués                                                         | Aucun                                        |

## Distribution et Animation
le Championnat de la république démocratique du congo de football de la saison 2008 est diffusé à la télévision par les chaînes suivantes :
- Digital Congo RTV